# Marek Serafin
Marek Serafin (ur. 9 sierpnia 1977 w Warszawie) – polski aktor teatralny i filmowy. Aktor sesji motion capture. Udziela również głosu jako lektor.

## Życiorys
W wieku 18 lat zadebiutował na scenie teatralnej Teatru na Woli w spektaklu "Vivant". Ukończył Studio Aktorskie przy Teatrze Galerii Go w Warszawie. W 2004 roku ukończył studia na Wydziale Wiedzy o Teatrze Akademii Teatralnej w Warszawie. Wystąpił na scenach następujących teatrów:
- Teatr na Woli (1995)
- Teatr Stara Prochownia (1995–1997)
- Teatr Galerii Go (1998–2002)
- Teatr Nowy w Warszawie (2001-02)
- Teatr Studio (2004)
- Teatr Dramatyczny w Warszawie (2010)

## Filmografia
- 1997–2011: Klan – 3 role: Sieradzki, kurier; klient taksówki Mariusza Kwarca przebrany za Świętego Mikołaja (2009); mężczyzna w parku, którego przestraszyła się Bogna Jakubowska (2010)
- 1997: Kochaj i rób co chcesz – chłopak Samanti
- 1997: Krok – żołnierz
- 2001: Marszałek Piłsudski – zesłaniec
- 2004: Talki z resztą – kelner (odc. 5)
- 2007: Dwie strony medalu – urzędnik w magistracie (odc. 71)
- 2007: Kryminalni – strażnik (odc. 88)
- 2007–2008: M jak miłość – pacjent (odc. 524); kontroler (odc. 597)
- 2007: Plebania – mężczyzna (odc. 857)
- 2008: Trzy po trzy – Numery z kwatery – policjant Swoboda (odc. 12)
- 2008: Wydział zabójstw – patolog
- 2009: Dom nad rozlewiskiem – szef salonu samochodowego (odc. 2)
- 2010: Barwy szczęścia – lekarz (odc. 441)
- 2010: Daleko od noszy – operowany pacjent (odc. 171)
- 2014: Prawo Agaty – kustosz Muzeum Powstania Warszawskiego (odc. 62)
- 2017: M jak miłość – dekarz (odc. 1288)
- 2020: Osiecka – Sierecki (odc. 2)

## Teatr
- 2011 – Wake Up 2, reż. Tomasz Bardorsch, 1500 m2 – Mąż
- 2011 – Bunt Ursusa 76, reż. Anna Rakoczy, Fundacja Akcja  – Narrator
- 2010 – Azyl, reż. Poste Restante, Teatr Dramatyczny w Warszawie – Performer
- 2009 – Wyspiański reż. Katzarzyna Kazimierczuk,  Teatr Remus – Lucek
- 2009 – Echo Acherów reż. Anna Rakoczy, Fundacja Akcja– Franciszek Acher
- 2009 – Czarna Mańka reż. Dariusz Kunowski, Teatr Scena Lubelska – Kelner
- 2004 – Bal Salomona, reż. Andrzej Pieczyński, Teatr Studio – Pijak
- 2001 – Rzeźnia, reż. Włodzimierz Gołaszewski, Teatr Galeria Go – Woźny
- 2001 – Sonata Belzebuba, reż. Włodzimierz Gołaszewski, Teatr Galeria Go – Istvan
- 2000 – Ten men La Fontaine, reż. Włodzimierz Gołaszewski, Teatr Galeria Go – 'Kalejdoskop charakterów
- 2000 – Kabaret Teatru Galerii Go, reż. Włodzimierz Gołaszewski
- 2000 – Srip-tease, reż. Włodzimierz Gołaszewski, Teatr Galeria Go – pan 1
- 2000 –  Męczeństwo Piotra Ohey’a, reż. Włodzimierz Gołaszewski, Studio Aktorskie Teatru Galeria Go  – Starszy syn, Stary myśliwy
- 2000 –  Na pełnym morzu, reż. Włodzimierz Gołaszewski, Studio Aktorskie Teatru Galeria Go – Średni
- 1995 – Vivant, reż. Michael Schweizer, Teatr na Woli – Podróżny

Motion-Capture
- 2012 gra komputerowa, 2 męskie postaci występujące w scenach aktorskich.

## Nagrody i odznaczenia
- Nagroda za Edukację Teatralną (2000 r.)